# Muiredach mac Fiachach
Muiredach mac Fiachach Ard ri Érenn légendaire qui aurait régné entre 325 et 356 selon les dates traditionnelles des Annales des quatre maitres.
Muiredach mac Fiachach dont le nom figure dans le sous la forme de « Muiredach Tirech » dans le 
Baile Chuinn Chétchathaig serait le fils de Fíachu Sraiptine et d'Aife une fille du roi des Gaill Gaedill terme qui est employé au Moyen Âge pour désigner les habitants mi gaëls mi scandinaves du royaume des Hébrides ! 
Les Chroniques d'Irlande médiévales lui assignent un règne de 30 ans. Il aurait épousé Muirenn fille Fiachrae roi du Cenél nEógain (autre anachronisme car l'éponyme du Cenél nEógain; Éogan est considéré comme le fils de son propre descendant Niall Noigiallach) ou de celui des Eóganachta. 
Toujours selon la tradition médiévale Muiredach aurait été tué à Daball par un roi d'Ulster Cóelbad mac Crunn ba Drui (ou Caelbhadh mac Crunn Badhrai) qui lui aurait succédé pendant un an comme roi de Tara.
Le trône fut ensuite occupé par son fils et héritier Eochaid Mugmedón père de Niall Noigiallach.

## Sources
- Edel Bhreathnach, Editor Four Courts Press for The Discovery Programme Dublin (2005)  (ISBN 1851829547) The kingship and landscape of Tara p. 170,171 & « Historical The Legendary Connachta  » Table n° 1 p. 340-341.